# Trimeresurus trigonocephalus
Trimeresurus trigonocephalus, crótalo de Sri Lanka, crótalo de Ceilán, víbora pitón verde de Sri Lanka o localmente, pala polonga, (Sinhala: පළා පොළඟා) es una especie de víbora de foseta venenosa endémica de Sri Lanka. Actualmente no se reconoce ninguna subespecie.

## Descripción
Trimeresurus trigonocephalus es una especie cilíndrica, sexualmente dimórfica, de tamaño medio. Estas serpientes miden de 0,20 a 0,25 metros al nacer 
y los machos pueden alcanzar una longitud total máxima de 0,60 a 0,75 m. El cuello está diferenciado de la cabeza triangular aplanada. Hay foseta loreal a 
cada lado de la cabeza. Los ojos son de tamaño mediano y el hocico corto, redondeado y ancho. Los machos son considerablemente más pequeños 
que las hembras, que pueden alcanzar 1,30 m de longitud total. El color de fondo de la serpiente es variable y críptico. Por lo general, es una 
serpiente verde con un patrón abigarrado negro, y generalmente está presente una línea temporal negra. Las serpientes de la zona húmeda tienen 
estos patrones negros más claramente marcados. El área vertebral tiene un tinte amarillo. La cola es negra. Las escamas ventrales son de color 
amarillo verdoso claro o incluso pueden ser grises. Algunas serpientes tienen solo la línea temporal negra y la cola negra, y el resto del cuerpo es 
verde. Además, los machos tienden a tener una coloración azul, mientras que las hembras son predominantemente verdes. Estas son serpientes 
voluminosas con colas cortas prénsiles, que se adaptan a su estilo de vida arborícola.

## Reproducción
Estas son serpientes vivíparas. Se producen de cinco a 25 crías a la vez.Malhotra, A.; Thorpe, R. (2004). A phylogeny of four mitochondrial gene regions suggests a revised taxonomy for Asian pitvipers.  (Trimeresurus and Ovophis). Molecular Phylogenetics and Evolution 32(1). pp. 83-100.</ref>

## Escamas
Estas serpientes tienen dos o tres escamas supraoculares grandes, y sus escamas nasales están parcialmente divididas en dos o no pueden 
dividirse. Tienen tres preoculares, dos o tres postoculares, 9-10 escamas supralabiales, tres o cuatro infralabiales y 142-160 ventrales; La escama 
anal no se divide; sus 53-69 subcaudales están divididas. En la mitad del cuerpo, las 17-19 filas de escamas dorsales pueden tener o no quillas. La 
mayoría de los escudos para la cabeza son pequeños y lisos.

## Distribución geográfica
Es una especie endémica de Sri Lanka y está ampliamente distribuida en las tres zonas climáticas de la isla, excepto las colinas más altas y las zonas áridas, mientras que es relativamente más común en los pastizales de las zonas húmedas y las áreas de bosque lluvioso y ocasionalmente en las plantaciones de cardamomo, cacao, café y té, desde las altitudes más bajas de 153 a 1800 m. La localidad tipo dada es "l'île S.-Eustache" (Sri Lanka).

## Comportamiento
Es arborícola y nocturna, descendiendo ocasionalmente al suelo en busca de alimentos como lagartijas, ranas, pequeños mamíferos y aves. Esta víbora perezosa se encuentra generalmente en arbustos bajos durante las horas de la mañana, pero ocupa principalmente en pastizales y selvas tropicales. Por las mañanas, se le ve permanecer encima de los árboles para obtener los rayos del sol para calentar su cuerpo. Utiliza su cola para agarrarse a la rama de un árbol. Esta no es una especie particularmente defensiva, pero si se agita, hará vibrar la punta de la cola, formará un bucle sinuoso con la parte delantera del cuerpo y azotará e intentará morder, rara vez con un silbido. Produce crías vivas principalmente durante junio y julio.

## Veneno
El veneno es principalmente hemotóxico, y las víctimas experimentan dolor intenso e hinchazón de la zona mordida, edema y ampollas y necrosis tisular localizada; el dolor de la herida puede durar algunos días. Se produce ptosis y linfadenopatía. También en algunas víctimas ocurre insuficiencia renal poliúrica y disfunción electrofisiológica cardíaca, pero no se han reportado muertes.